# Constantin Theodor Angermann
Constantin Theodor Angermann, normalisiert Konstantin Theodor Angermann (* 11. August 1844 in Höckendorf; † 17. August 1911 in Bühlau), war ein deutscher Pädagoge und Klassischer Philologe.

## Leben
Er wurde nach erfolgter Promotion 1868 Oberlehrer und zuletzt Rektor und Titular-Professor an der Landesschule St. Afra in Meißen.

## Schriften (Auswahl)
- De Patronymicorum Graecorum formatione. Dissert. inaug. Leipzig, 1868.
- Die Erscheinungen der Dissimilation im Griechischen. Schulprogramm. 1873.
- Beiträge zur griechischen Onomatologie. 1893.
- Die dreihundertfünfzigjährige Jubelfeier der Fürsten und Landesschule St. Afra zu Meissen den 3. und 4. Juli 1893, L. Mosche, Meißen, 1894.